# Список дипломатичних місій у Ємені
В цьому списку наведено перелік дипломатичних місій в Ємені.  Внаслідок Громадянської війни в Ємені, деякі країни закрили свої посольства в Сані.

## Посольства
Сана
| - Алжир - Болгарія - КНР - Куба - Джибуті - Єгипет - Закрили 23 лютого 2015 - Еритрея - Ефіопія - Франція - Закрили 11 лютого 2015 - Німеччина - Закрили 13 лютого 2015 - Індія - Індонезія - Іран - Ірак - Італія - Закрили 13 лютого 2015 - Японія - Закрили 16 лютого 2015 - Йорданія - Північна Корея - Південна Корея - Закрили 13 липня 2015 - Кувейт - Ліван | - Лівія - Малайзія - Мавританія - Марокко - Нідерланди - Оман - Пакистан - Палестина - Катар - Росія - Саудівська Аравія - Закрили 13 лютого 2015 - Сомалі - Іспанія - Закрили 14 лютого 2015 - Судан - Сирія - Туніс - Туреччина - Закрили 14 лютого 2015 - ОАЕ - Закрили 14 лютого 2015 - Велика Британія - Закрили 11 лютого 2015 - США - Закрили 11 лютого 2015 |

## Генеральні консульства
Аден
- КНР
- Росія
- Туреччина

## Акредитовані посольства
Розташовано в Ер-Ріяд, якщо не зазначено.
| - Афганістан - Аргентина - Австралія - Австрія - Азербайджан - Бельгія - Бразилія - Бруней (Каїр) - Канада - Колумбія (Абу-Дабі) - Хорватія (Каїр) - Кіпр (Абу-Дабі) - Чехія (Абу-Дабі) - Данія - Фінляндія - Грузія - Греція - Угорщина - Ісландія (Париж) | - Ірландія - Кенія - Мальта - Мексика - Норвегія - Польща - Португалія - Румунія (Абу-Дабі) - Сербія (Ель-Кувейт) - Сінгапур (Сінгапур) - Словаччина (Каїр) - ПАР - Шрі-Ланка (Маскат) - Швеція - Швейцарія - Танзанія (Аддис-Абеба) - Україна - Венесуела |